# Partei der Arbeit Basel
Die Partei der Arbeit Basel (PdA Basel) ist eine kommunistische/sozialistische Kleinstpartei aus dem schweizerischen Kanton Basel-Stadt. Sie ist trotz ihrem Namen keine Sektion der Partei der Arbeit der Schweiz (PdA). Von letzterer unterscheidet sie sich durch eine stärker traditions-kommunistische Orientierung sowie eine restriktivere Haltung in der Migrationspolitik.

## Geschichte
In Basel gab es bereits seit dem Ersten Weltkrieg eine starke kommunistische Bewegung. Nach dem Zweiten Weltkrieg war Basel-Stadt der einzige Deutschschweizer Kanton, in dem die PdA eine gewisse Bedeutung erlangen konnte, wobei ihr Wähleranteil allerdings im Verlauf der Jahrzehnte stetig abnahm. Im Jahr 1988 wurde die Basler Sektion der PdA von ihrer schweizerischen Mutterpartei ausgeschlossen. 1991 spaltete sie sich in eine «PdA – gegründet 1944» (die heutige PdA Basel) und eine zur PdA Schweiz gehörende «Neue PdA». Bei den Nationalratswahlen 1991 erreichte die «Neue PdA» 1,4 % und die «PdA 1944» 1,1 % der Stimmen. Nachdem beide Parteien in den folgenden Jahren keine politischen Mandate mehr hatten gewinnen können, löste sich die «Neue PdA» 2014 auf, worauf die «PdA 1944» den heutigen Namen annahm. Seit 2019 existiert wieder eine (nicht mit der PdA Basel zu verwechselnde) Sektion der schweizerischen PdA mit dem Namen «Partei der Arbeit der Schweiz Sektion Basel». Bei den Schweizer Parlamentswahlen 2023 trat die PdA Basel erstmals seit längerem wieder bei einer Wahl an.

## Positionen
Die PdA Basel vertritt (ähnlich wie die Kommunistische Partei der italienischsprachigen Schweiz) eine «antiimperialistische», die Politik der USA und der Europäischen Union radikal ablehnende Aussenpolitik. Sie befürwortet «eine neue multipolare Weltordnung, für die Überwindung der von den USA als Hegemonialmacht dominierten kapitalistisch-imperialistischen Weltordnung» und «verfolgt die Entwicklung der VR China mit Sympathie und kritischer Solidarität». Entsprechend spricht sie sich für eine strikte Neutralität der Schweiz aus und unterstützt entsprechende Initiativen der SVP. In deutlichem Kontrast zu den meisten anderen linken Parteien der Schweiz befürwortet die PdA Basel eine restriktive Migrationspolitik. Ihrer Ansicht nach haben «die Schweiz und insbesondere Basel einen extrem hohen Anteil schlecht integrierter Ausländer an der Wohnbevölkerung». Sie lehnt deshalb eine «unbeschränkte, massenhafte Zuwanderung aus armen Ländern» ab, welche das Problem des Wohlstandsunterschiedes zwischen den armen und den reichen Ländern nicht lösen könne.